# Sklepienie palmowe

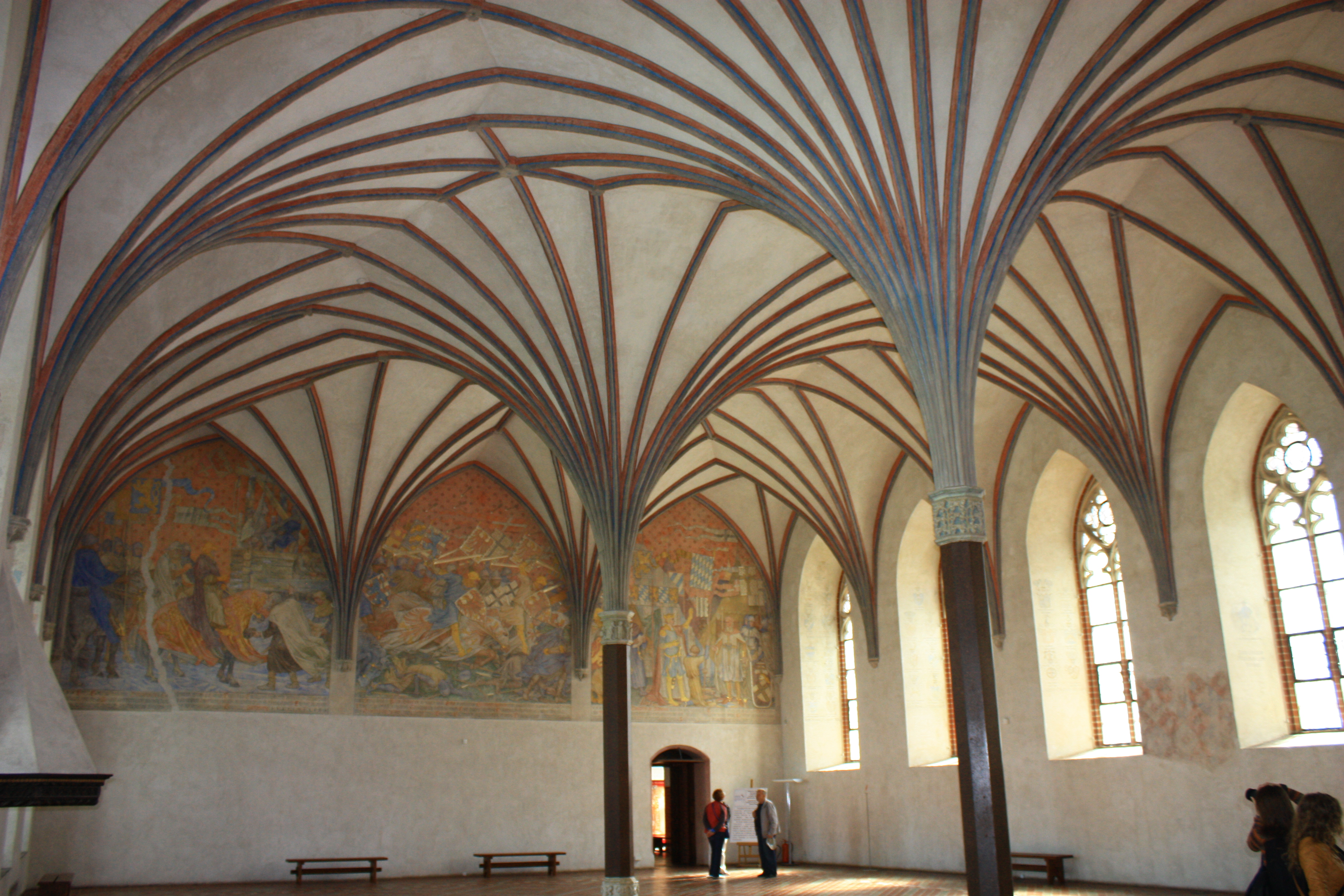
Sklepienie palmowe – zamek w Malborku

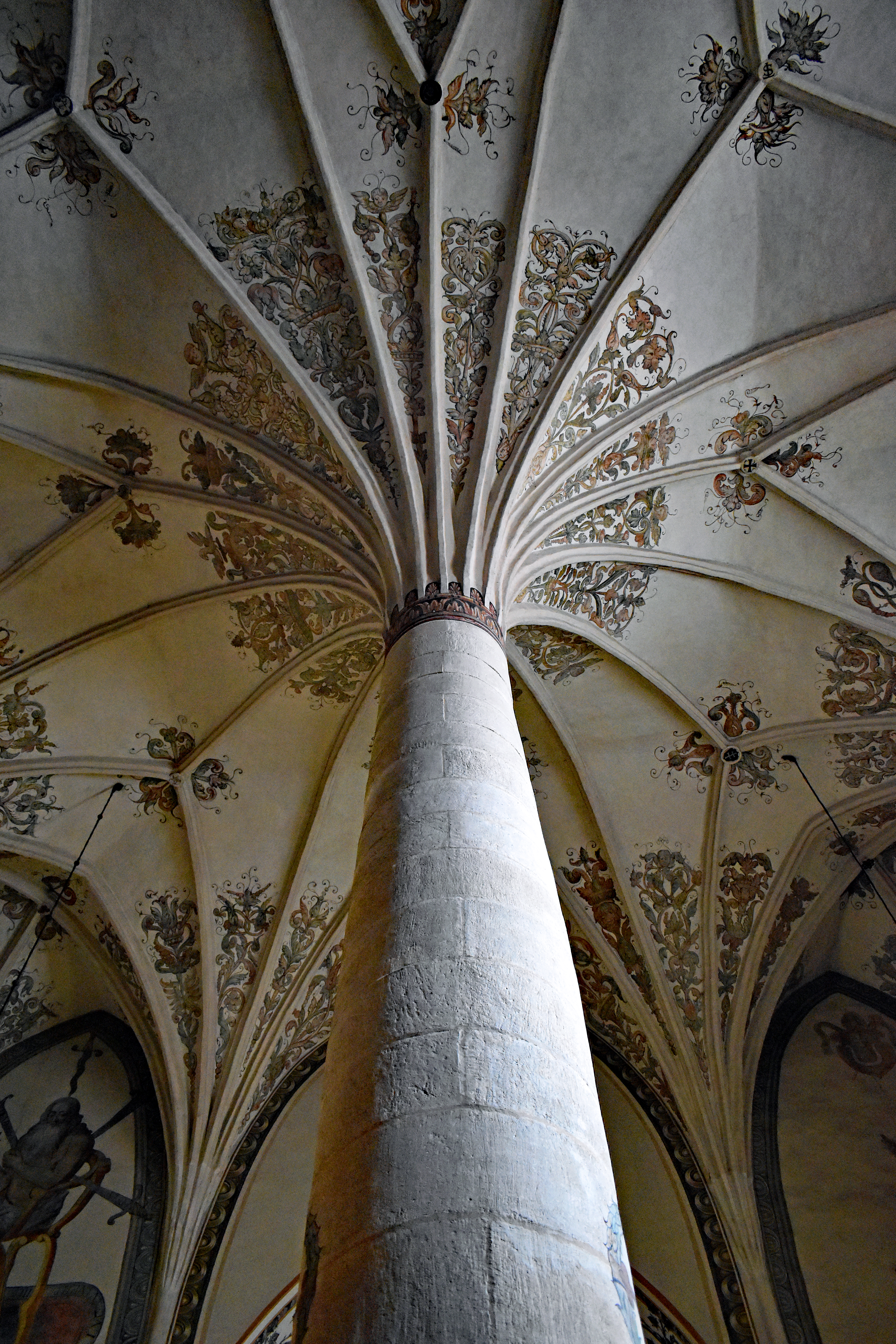
Kościół Świętego Krzyża w Krakowie

Sklepienie palmowe – sklepienie zbudowane na żebrach promieniście
rozchodzących się z jednego lub kilku filarów (np. kolumn) stojących
wewnątrz pomieszczenia pośrodku przęsła. Sklepienie stosowane najczęściej w okresie późnego gotyku angielskiego (tzw. stylu pionowego).